# 환상극장
"환상극장"은 2011년에 개봉한 대한민국의 영화이다.

## 캐스팅
허기
- 곽인준 : 이명진 역
- 추자현 : 이서연 역
- 장준녕 : 광태 역
- 박정민 : 이매 역
- 신영주 : 할미 역
- 태인호 : 형 역

소고기를 좋아하세요?
- 이현우 : 태식 역
- 김디에나 : 아리아드네 역
- 전필재 : 소머리남자 역
- 조준형 : 극장아저씨 역
- 이종윤 : 아버지 역
- 김재화 : 어머니 역
- 이윤서 : 여동생 역
- 유형근 : 매점알바생 역
- 황혜리 : 여고생 역
- 유종연 : 정육점손님 1 역
- 정병창 : 정육점손님 2 역
- 정하린 : 놀라는여 역
- 김동준 : 콜라병남 역
- 홍상우 : 극장안 사람들 역
- 김리승 : 극장안 사람들 역
- 김유정 : 극장안 사람들 역
- 이연철 : 극장안 사람들 역
- 이호 : 극장안 사람들 역
- 한인미 : 극장안 사람들 역
- 박재현 : 극장안 사람들 역
- 전경빈 : 극장안 사람들 역
- 이보람 : 새벽우유소녀 역
- 권나리 : 라디오 앵커 역
- 김록 : 라디오 기자 역
- 김정연 : 아리아드네 (목소리) 역
- 배정우 : 라디오 영어 역
- 한지혜 : 라디오 영어 역

1000만
- 김태훈 : 김 감독 역
- 이은우 : 후배 역
- 정재균 : 대표 역
- 신덕호 : 덩치 역
- 김소연 : 소녀 역
- 백현주 : 나니감독 역
- 곽진석 : 주인공 역
- 김윤영 : 다방아씨 역
- 김태곤 : 조감독 역
- 김아렴 : 앵커 역
- 서상덕 : 진행자 역
- 김용구 : 질문남 역
- 이상훈 : 송 감독 역
- 김아람 : 피묻은여자 역
- 정재필 : 술집남 역
- 김보정 : 영화사직원 역
- 정성훈 : 영화사직원 역
- 최은정 : 영화사직원 역
- 권귀덕 : 극장관객 역
- 권성휘 : 극장관객 역
- 김소영 : 극장관객 역
- 김예원 : 극장관객 역
- 노경태 : 극장관객 역
- 신인정 : 극장관객 역
- 손영성 : 극장관객 역
- 공광호 : 극장관객 역
- 이시훈 : 극장관객 역
- 임지은 : 극장관객 역
- 홍가영 : 극장관객 역
- 임형국 : 박 감독 (목소리) 역 (우정출연)
- 유진 : 어머니 (목소리) 역 (우정출연)